# Korksäure
Korksäure (Suberinsäure, Octandisäure) ist eine organische chemische Verbindung aus der Gruppe der höheren gesättigten Dicarbonsäuren. Ihre Salze und Ester werden Suberate genannt.

## Vorkommen

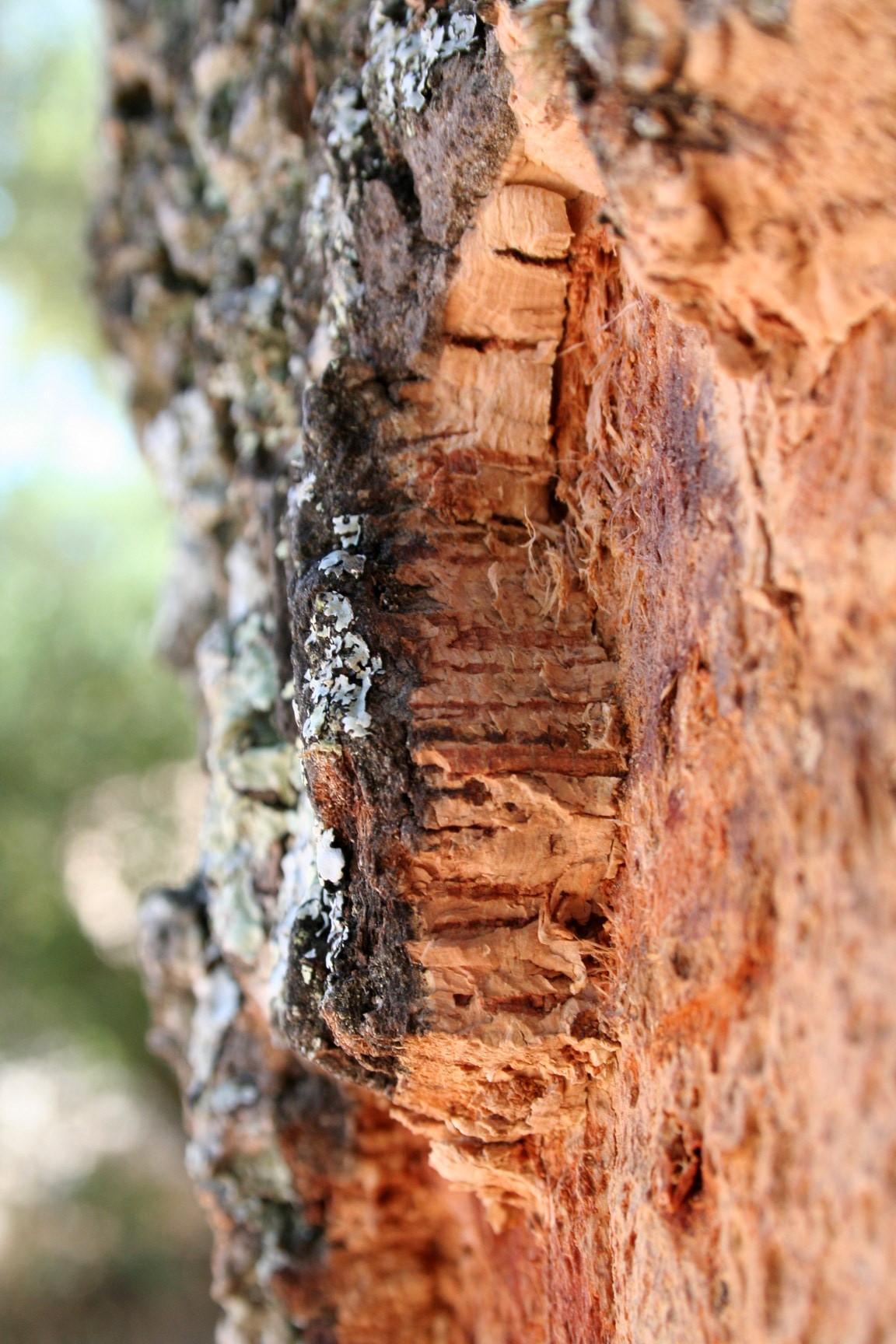
Korkeiche (Quercus suber)

Korksäure findet sich in Kork in Form von Suberin und in Krötengift.

## Geschichte
Die Verbindung wurde erstmals 1787 durch den italienischen Chemiker Luigi Valentino Brugnatelli durch die Behandlung von Kork mit Salpetersäure hergestellt. Abgeleitet vom Quercus suber nannte er sie Suberinsäure.

## Darstellung
Synthetisch kann sie durch Oxidation von Kork oder Ricinusöl mit Salpetersäure sowie durch Carbonylierung von Hexan-1,6-diol hergestellt werden.

## Eigenschaften
Als zweiwertige Säure dissoziiert die Korksäure im Wasser in zwei Stufen. Die zugehörigen Dissoziationskonstanten betragen pKa1 = 4,51 und pKa2 = 5,40 in Wasser bei 25 °C.

## Verwendung
Korksäure wird zur Herstellung von Polyamiden und Polyestern verwendet. Ester der Korksäure werden als Weichmacher verwendet.